# نظام فاطمی
نظام فاطمی (زادهٔ ۱۳۱۰ آشتیان- درگذشتهٔ ۳۱ تیر ۱۳۷۳) کارگردان، فیلم‌نامه‌نویس، تهیه‌کننده، شاعر و ترانه‌سرای مرد اهل ایران بوده‌است.

## زندگی
فاطمی در آشتیان متولد شد. دوران کودکی را زیر نظر پدر فاضل، دقیق و تیزبین خود -علی اصغر خان فاطمی- سپری کرد و از مکتب وی فیض فراوان برد؛ سپس خود در سن شانزده سالگی رغبتی به شعر و شاعری پیدا نمود تا روزی بتواند برای کشور خود در هنر و ادبیات کاری انجام دهد و فخرآفرین باشد.
نظام فاطمی، علاقه بسیاری به ادبیات، تاریخ و نقاشی داشت؛ به همین سبب ادبیات را برگزید و در این رشته، از دانشگاه تهران فارغ‌التحصیل گشت. وی از سال ۱۳۳۰ همکاری خود را با رادیو آغاز کرد و بیش از سیصد و پنجاه ترانه ساخت که بیشتر آن‌ها از ترانه‌های موفق زمان خود به‌شمار می‌روند؛ از این دسته می‌توان ترانه‌های: «صدف» با صدای سیمین، «من و آینه»، «عیش و نوش»، «حاصل عشق»، «غروب دهکده»، «جام طلا» با صدای دلکش، «گل حسرت» با صدای ستار، «صدای آشنا» با صدای داریوش رفیعی و «گذشت عمر» با صدای پروین را نام برد.
فاطمی، علاوه بر شعر و شاعری در هنر نویسندگی هم دستی داشت و سال‌ها همکار صمیمی مطبوعات بود. وی در سال ۱۳۳۸ با نوشتن فیلمنامه «دوقلوها» فعالیت سینمایی خود را آغاز کرد و فیلم «بیوه‌های خندان» نخستین فیلمی بود که علاوه بر فیلمنامه، کارگردانی آن را نیز بر عهده گرفت و از آن پس بیشتر به فعالیت در سینما پرداخت.
فاطمی سال‌های آخر عمر را با مطالعه متون پهلوی، گردآوری ادبیات پندآمیز نظامی در مجموعه‌ای که آن را بوستان نظامی نامیده بود و سرودن شعر می‌گذراند.

## بازیگر
- اوستا کریم نوکرتیم (۱۳۵۳)

## کارگردان
- زنگ اول (۱۳۶۳)
- کلام حق (۱۳۵۶)
- راز (فیلم ۱۳۵۵) (۱۳۵۵)
- پاشنه طلا (۱۳۵۴)
- حسرت (فیلم ۱۳۵۴) (۱۳۵۴)
- دختران بلا، مردان ناقلا (۱۳۵۳)
- دروغگوی کوچولو (۱۳۵۳)
- قربون هرچی خوشگله (۱۳۵۲)
- استوار و پاسبان (۱۳۵۱)
- کاکل زری (۱۳۵۱)
- مردان خلیج (۱۳۵۱)
- مهدی مشکی و شلوارک داغ (۱۳۵۱)
- قصاص (فیلم) (۱۳۵۰)
- مرید حق (۱۳۴۹)
- سالار مردان (۱۳۴۷)
- گردباد زندگی (۱۳۴۷)
- زن‌ها و شوهرها (۱۳۴۶)
- هارون و قارون (۱۳۴۶)
- شیطون بلا (۱۳۴۴)
- دهکده طلایی (۱۳۴۳)
- کمینگاه شیطان (۱۳۴۳)
- گرگ‌های گرسنه (فیلم ۱۳۴۱) (۱۳۴۱)
- بیوه‌های خندان (۱۳۴۰)

## نویسنده
- راز (۱۳۵۵)
- حسرت (۱۳۵۴)
- قربون هرچی خوشگله (۱۳۵۲)
- شوهر پاستوریزه (۱۳۵۰)
- گردباد زندگی (۱۳۴۷)
- زن‌ها و شوهرها (۱۳۴۶)
- هارون و قارون (۱۳۴۶)
- شیطون بلا (۱۳۴۴)
- دهکده طلایی (۱۳۴۳)
- کمینگاه شیطان (۱۳۴۳)
- مرد میدان (۱۳۴۲)
- گرگهای گرسنه (۱۳۴۱)
- بیوه‌های خندان (۱۳۴۰)
- فردا روشن است (۱۳۳۹)
- دوقلوها (۱۳۳۸)

## تهیه‌کننده
- سالار مردان (۱۳۴۷)
- گردباد زندگی (۱۳۴۷)
- زن‌ها و شوهرها (۱۳۴۶)
- شیطون بلا (۱۳۴۴)